# Frantscheska Alfredowna Jarbussowa

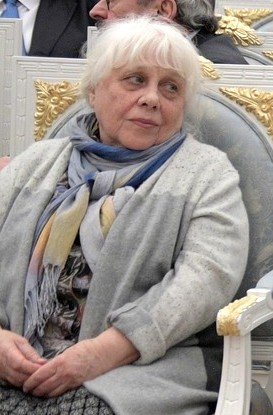
Frantscheska Alfredowna Jarbussowa (2019)

Frantscheska Alfredowna Jarbussowa (russisch Франческа Альфредовна Ярбусова; * 13. Oktober 1942 in Alma-Ata) ist eine sowjetische bzw. russische Zeichentrickfilmerin.

## Leben
Jarbussowas Vater Alfred Jarbus (1914–1986) hatte an der Universität Moskau Physik studiert (Abschluss 1941), machte ab 1942 in der Roten Armee den Deutschen Krieg gegen die Sowjetunion mit und wurde nach dem Krieg Physiologin in Moskau.
Jarbussowas erstes Spielzeug waren Bleistift und Papier. Nach den Worten ihrer Mutter begann sie zu zeichnen, bevor sie laufen konnte. Im Moskauer Krasnopresnenski Rajon besuchte sie 1955–1959 die Schule. Sie studierte 1961–1967 in Moskau am Allrussischen Staatlichen Institut für Kinematographie mit Abschluss als Zeichentrickfilm-Künstlerin. Während des Studiums arbeitete sie als Buchillustratorin insbesondere für Kornei Tschukowskis Märchen Putaniza (Durcheinander).
Von 1964 bis 1982 arbeitete Jarbussowa im Animationsfilmstudio Sojusmultfilm zunächst als Dekorateurin und dann als Regisseurin mit den Regisseuren Juri Norstein, den sie 1967 heiratete, Wladimir Danilewitsch und Wladimir Degtjarjow. Sie war hauptsächlich an Puppentrickfilmen beteiligt.
Seit 1981 arbeitet Jarbussowa mit ihrem Mann an dem Zeichentrickfilm Schinel (Der Mantel) nach der Erzählung Gogols. Auch schreibt sie Belletristik, die verschiedentlich veröffentlicht wurde. Sie wurde in einigen Dokumentarfilmen gezeigt. Im September 2016 gab es in der Moskauer Galerie Altmans eine Ausstellung zu Jarbussowas und Norsteins Schaffen.
Jarbussowa hat zwei Kinder.

## Ehrungen, Preise
- Staatspreis der UdSSR (1979)[4]
- Master-Preis für eine Ausstellung im Puschkin-Museum (2005)[5]
- Große Goldmedaille der Akademie der Künste (2005) für Entwürfe für den Film Schinel[2]
- Preis des Präsidenten der Russischen Föderation (2018)[6]